# Meringopus vancouverensis
Meringopus vancouverensis là một loài tò vò trong họ Ichneumonidae.